# 李安道
李安道（1940年—），葡萄牙軍人、政治人物。
李安道出生在葡屬西非的安哥拉，後來加入葡萄牙軍隊。1957年，進入葡萄牙軍事學院學習。他在1962年至1970年期間，曾先後被派駐到安哥拉、畿內亞、東帝汶各地。
1974年參加葡萄牙康乃馨革命，革命後，葡萄牙開始逐漸放棄其殖民地，而未獲得獨立的殖民地都不同程度得到了自治權力。李安道於同年11月19日被任命為澳門總督，成為歷史上最年輕的一位澳督。他在11月19日抵達澳門履新。當時李安道面對的是一個經濟蕭條、貪污橫行的混亂的澳門。1975年，李安道倡議成立專門對付貪污的肅貪機關。他還推行公務員土生化，不少公務員新職位從葡國招聘土生葡人回流擔任。
在一二·三事件之後，澳門的左派勢力急劇擴大。澳門政府對除了涉及葡人和土生葡人利益的事務之外，對其他社會事務皆放任不理。親中共勢力逐漸攫取澳門的許多政治架構，澳門事實上成為中共的另一個「解放區」。李安道在任期間構築了澳門的民主自治建設，而他對中國勢力控制澳門政治的現狀只能默認。1976年1月6日，他組織草擬的《澳門組織章程》獲得通過，同年4月25日頒布生效的《葡萄牙共和國憲法》對此也予以確認。澳門自此被定義為「葡萄牙管理下的中國領土」。同年，獲得續任。
1979年，李安道離任。

## 著作
- Macau nos Anos da Revolução Portuguesa 1974-1979.